# Hypotaenidia philippensis

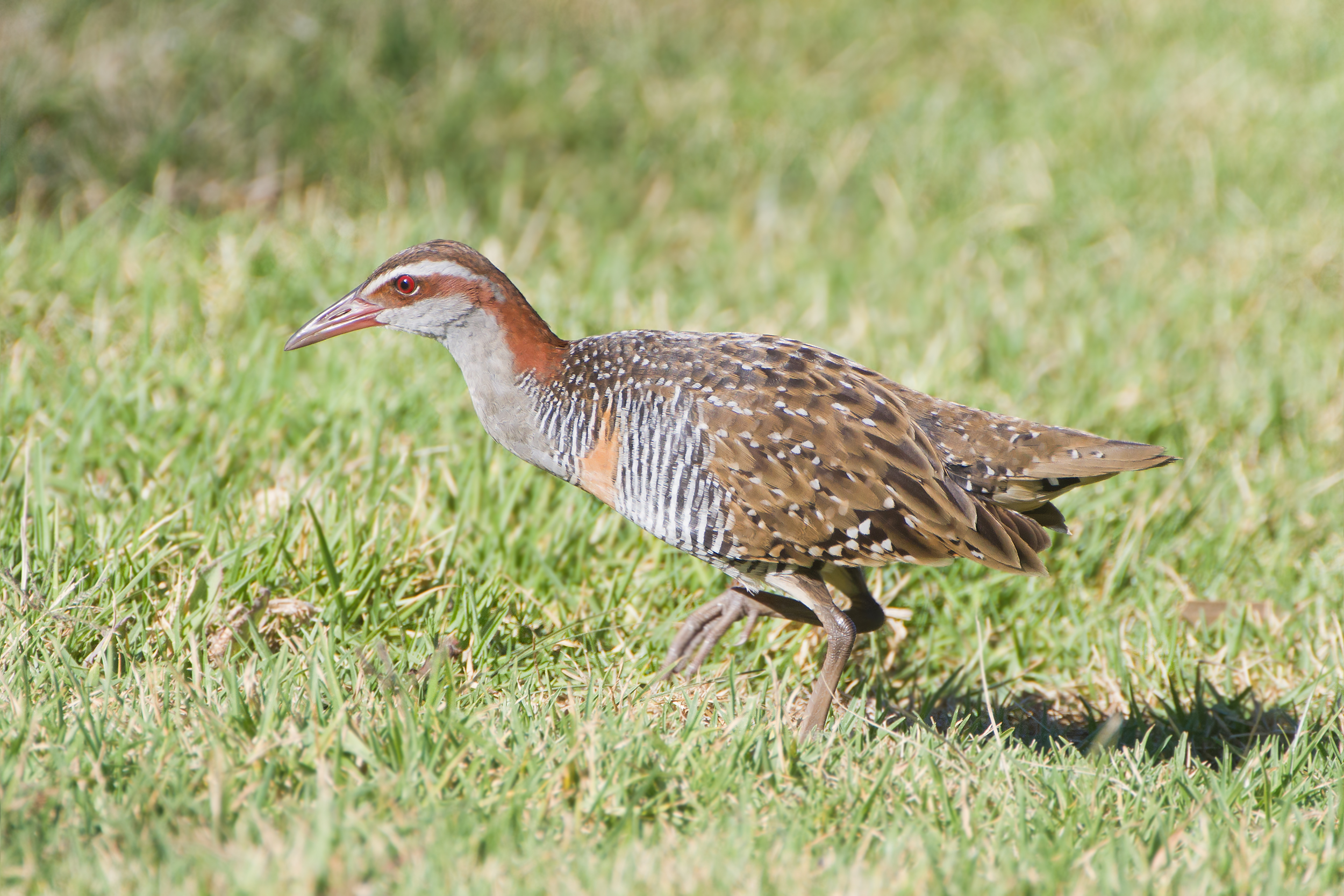
Rallo delle Filippine a Perth.

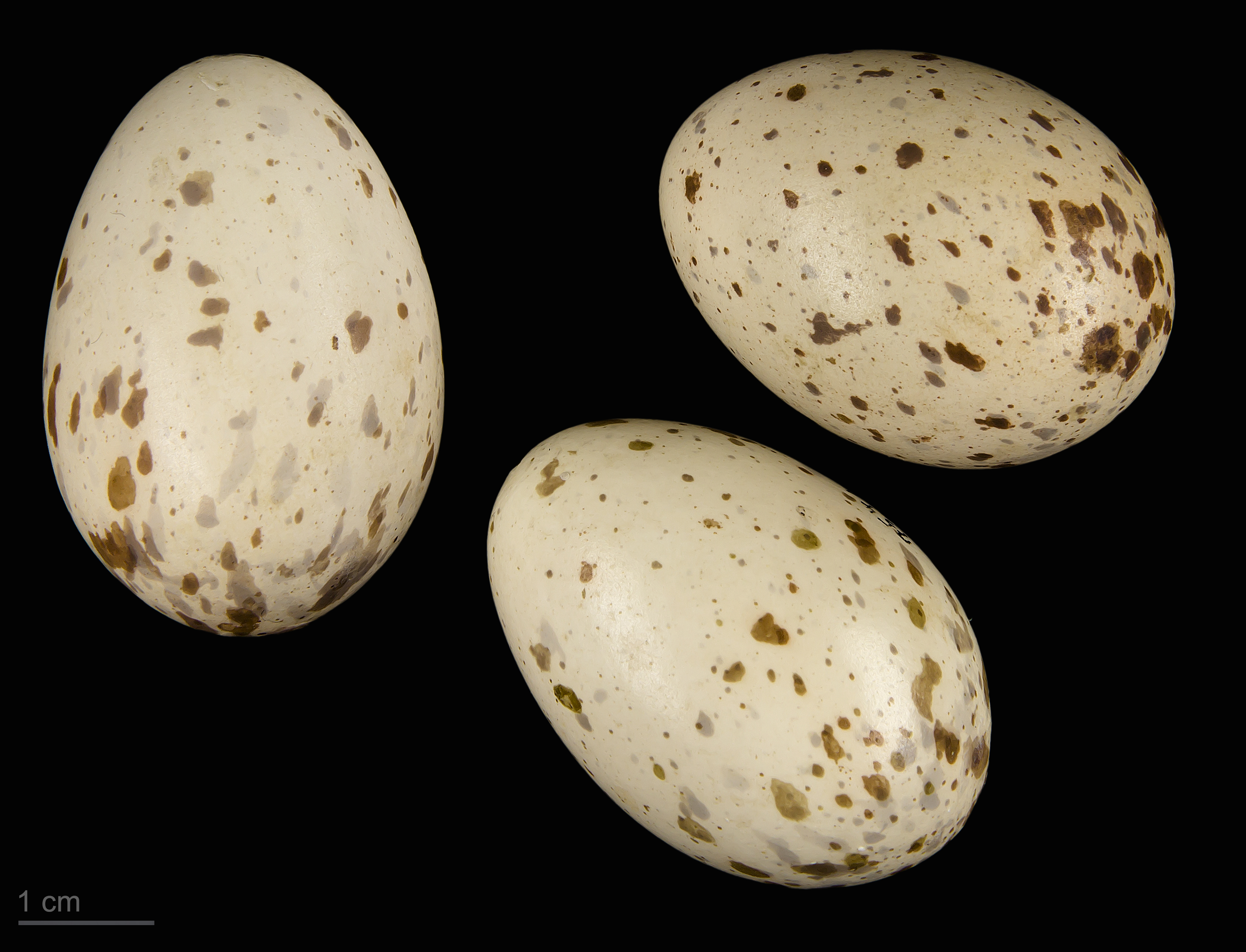
Gallirallus philippensis

Il rallo delle Filippine (Hypotaenidia philippensis Linnaeus, 1766) è un uccello della famiglia dei Rallidi diffuso in gran parte dell'Australasia e su molte isole del Pacifico sud-occidentale, comprese Filippine (dove è conosciuto col nome di Tickling), Nuova Guinea, Australia e Nuova Zelanda (dove viene chiamato Banded Rail, «rallo fasciato», o Moho-pereru in lingua māori), nonché su un gran numero di isole più piccole, dai tropici alla regione subantartica.

## Tassonomia
Attualmente vengono riconosciute 20 sottospecie di rallo delle Filippine, una delle quali scomparsa in tempi recenti:
- H. p. andrewsi (Mathews, 1911) (isole Cocos e Keeling);
- H. p. xerophila (van Bemmel e Hoogerwerf, 1940) (Gunungapi Wetar);
- H. p. wilkinsoni (Mathews, 1911) (Flores);
- H. p. philippensis (Linnaeus, 1766) (Filippine, Sulawesi e isole comprese tra Sumba e Timor);
- H. p. pelewensis (Mayr, 1933) (Palau);
- H. p. anachoretae (Mayr, 1949) (Kaniet);
- H. p. admiralitatis (Stresemann, 1929) (isole dell'Ammiragliato);
- H. p. praedo (Mayr, 1949) (Skokie);
- H. p. lesouefi (Mathews, 1911) (Nuova Hannover, Nuova Irlanda, Tabar e Tanga);
- H. p. meyeri (Hartert, 1930) (Witu e Nuova Britannia);
- H. p. christophori (Mayr, 1938) (isole Salomone);
- H. p. sethsmithi (Mathews, 1911) (Vanuatu e Figi);
- H. p. swindellsi (Mathews, 1911) (Nuova Caledonia e isole della Lealtà);
- H. p. goodsoni (Mathews, 1911) (Samoa e Niue);
- H. p. ecaudata (J. F. Miller, 1783) (Tonga);
- H. p. assimilis (G. R. Gray, 1843) (Nuova Zelanda);
- H. p. macquariensis † (F. W. Hutton, 1879) (Macquarie);
- H. p. lacustris (Mayr, 1938) (Nuova Guinea nord-occidentale, nord-orientale, orientale e centrale e Long Island);
- H. p. tounelieri Schodde e Naurois, 1982 (Isole del Mar dei Coralli);
- H. p. mellori (Mathews, 1912) (Nuova Guinea meridionale e occidentale, Australia e isola Norfolk).

### Sottospecie trasferite, ridenominate, non più in uso
- G. p. wahgiensi (Mayr e Gilliard, 1951); la sottospecie è stata unita a G. p. reducta (Mayr, 1938), a seguito di due lavori di Taylor del 1996 e del 1998[4].

## Descrizione
Il rallo delle Filippine misura circa 30 cm di lunghezza. Le regioni superiori sono di colore prevalentemente marrone, mentre quelle inferiori sono finemente striate di bianco e nero. Presenta inoltre la regione sopracciliare bianca, due bande castane che dai lati del becco si congiungono dietro la nuca e una banda color camoscio sul petto.

## Distribuzione e habitat
Il rallo delle Filippine occupa un areale vastissimo, che comprende gran parte della regione indomalese, dell'Australasia e dell'Oceania. È presente sulle isole Cocos e Keeling, nelle Filippine, in Indonesia, nelle Palau, in Papua Nuova Guinea, nelle isole Salomone, in Australia, sull'isola Norfolk, in Nuova Zelanda, in Nuova Caledonia e nei gruppi insulari di Vanuatu, Figi, Tonga, Samoa e Niue. Una sottospecie, G. p. macquariensis, viveva sull'isola Macquarie, ma scomparve alla fine del XIX secolo.

## Biologia
Il rallo delle Filippine è un comune uccello di ripa dal piumaggio macchiettato e rigato che si mimetizza tra le foglie e nel sottobosco. Frequenta luoghi dove la copertura vegetale cinge una zona di acque aperte, sia che si tratti del mare, di un lago d'acqua dolce, di una palude o di uno stagno nella prateria umida. È cauto, ma diventa meno timido durante il periodo di attività, al crepuscolo e durante la notte. Di giorno tende a stare nella fitta vegetazione. Se costretto a spostarsi, vola via goffamente con le zampe penzoloni. Alcune popolazioni coprono lunghe distanze in migrazione, anche se altre rimangono in un luogo per tutto l'anno. La dieta comprende insetti e altri invertebrati, piccoli molluschi, semi e altre parti vegetali.
Il nido è costituito da una depressione nel terreno, foderata di erba e foglie, nascosta nella fitta vegetazione, spesso a una certa distanza dall'acqua.